# Bei der blonden Kathrein (1934)
Bei der blonden Kathrein ist ein deutscher Spielfilm von Franz Seitz senior aus dem Jahr 1934 mit Liane Haid in der Titelrolle. Das Drehbuch schrieb Joseph Dalman nach einer Vorlage von Joe Stöckel.

## Handlung
Würzburg: Leopold möchte, obwohl er noch Student ist, die blonde Kathrein, die Wirtin der Goldenen Gans, heiraten. Um Leopold von seiner Idee abzubringen, schreibt Minna, Kathreins Tante, einen Brief an Valentin, den Vater des Jungen. Bei ihrer Ankunft erfahren Leopolds Eltern, dass Kathrein Stefan, den Kellermeister des Gasthauses, wirklich liebt. In der Zwischenzeit hat Stefan von einer Heirat Leopolds mit Kathrein gehört, was Eifersucht und Enttäuschung in ihm hervorruft. Er beschließt, seinen Job bei der Golden Gans aufzugeben. Leopold sieht ein, dass Kathrein ihn nicht liebt und gibt sie frei.

## Produktion
Der Film wurde von der Bavaria Film AG in München-Geiselgasteig produziert.
Am 29. Mai 1934 hatte der Film im Primus-Palast und im Titania-Palast Premiere.